# Страх ос
Страх ос (або вжалень ос), технічно відомий як сфексофобія, є відносно розповсюдженим видом специфічної фобії. Страх подібний до боязні бджіл (яку часто називають апіфобією або мелісофобією). Обидві фобії є типами ентомофобії, яка є категорією зоофобії.

## Дивися також
- Джанлуїджі Буффон професійний футболіст зі сфексофобією
- Фріард д'Індре покровитель від страху перед осами (сфексофобія)
- <i id="mwIA">Тиск</i> (фільм 1993) головний персонаж має сфексофобію; показує напад оси
- Вікісловник: сфексофобія
- Вікідані: сфексофобія